# NGC 6427
NGC 6427 (другие обозначения — NGC 6431, UGC 10957, MCG 4-42-3, ZWG 141.6, PGC 60758) — галактика в созвездии Геркулес.
Этот объект занесён в новый общий каталог несколько раз, с обозначениями NGC 6427, NGC 6431.
Этот объект входит в число перечисленных в оригинальной редакции «Нового общего каталога».